# Roe v. Wade
Roe v. Wade was een mijlpaalarrest van het Amerikaanse Hooggerechtshof uit 1973, waarin dit hof een oordeel uitsprak over de toenmalige abortuswetgeving in de Verenigde Staten. Het hof oordeelde dat de meeste wetten die de praktijk van abortus verboden of hiervoor restricties oplegden ongrondwettelijk waren, omdat het hof oordeelde dat het 'recht op abortus' besloten lag in het grondwettelijke recht op privacy. Met dit arrest mochten staten met dergelijke wetgeving deze niet meer handhaven. Het is een van de meest controversiële uitspraken geweest uit de geschiedenis van het Amerikaans Hooggerechtshof.
Op 24 juni 2022 nam het Hooggerechtshof in Dobbs v. Jackson Women's Health Organization afstand van de rechtspraak Roe en Casey met vijf stemmen tegen vier. Daardoor kregen staten weer het recht abortus in de eerste twee kwartalen van een zwangerschap strafbaar te stellen. Deze ommekeer na 49 jaar was de maand voordien uitgelekt op basis van een concepttekst.

## Betrokken personen
Jane Roe, een alias voor Norma McCorvey, was een alleenstaande vrouw uit Dallas. Henry Wade was de openbare aanklager van Dallas County. De zaak kwam naar voren in maart 1970 op aansporen van Sarah Weddington, een jonge advocate uit Austin, die van oordeel was dat de toen geldende abortuswetgeving in Texas ongrondwettelijk was in de zin dat ze een aanslag betekende op de privacyrechten van de vrouw. Toen het Hooggerechtshof McCorvey in 1973 gelijk gaf, was ze inmiddels echter reeds bevallen van haar kind, dat afgestaan was aan een kinderloos echtpaar in Dallas. Bij deze adoptie had niemand het nieuwe gezin ingelicht over de band met de nog lopende rechtszaak. Dit kind kwam daar pas achter toen haar werkelijke moeder McCorvey in 1989 verlangde herenigd te worden met haar kinderen.

## Jane Roe verandert haar zienswijze ten opzichte van abortus
McCorvey (die bekend is onder haar pseudoniem Jane Roe) werd in de jaren 1990 een boegbeeld van de pro-life-beweging. De toen 43-jarige McCorvey was 'tot inkeer gekomen' na een documentaire over abortus. Ze had het licht gezien, naar eigen zeggen, en vriendschap gesloten met de evangelische dominee Philip Benham en haar verhouding met de 40-jarige Connie Gonzales verbroken. Sterker nog, ze deed actief mee in een betoging tegen abortus, euthanasie en het homohuwelijk.
In een documentaire, gefilmd kort voor haar overlijden in 2017, verklaarde McCorvey dat ze nog steeds voor abortusrechten was en dat ze de antiabortusgroepen had gesteund omdat ze ervoor betaald werd.